# Кубок України з футболу серед аматорів 2002

## Перелік матчів

### Перший раунд (1/8)
| ОДЕК-Україна (Оржів)      | 1:1  | «Іскра» (Теофіполь)             | +:- та 1:1                |
| «Дельта» (Гвіздець)       | 4:1  | «Калинівський ринок» (Чернівці) | 3:0 та 1:1                |
| ФК «Бровари»              | 0:12 | «Рудь» (Житомир)                | 0:4 та 0:8                |
| «ЗемляК» (Миргород)       | 0:0  | «Ятрань» (Умань)                | +:- та 0:0                |
| «Альянс» (Київ)           | 3:3  | «Шахтар» (Конотоп)              | 2:1 та 1:2 (пенальті 6:5) |
| «Південьсталь» (Єнакієве) | 2:0  | «Кримтеплиця» (Молодіжне)       | 0:0 та 2:0                |

### Чвертьфінали (1/4)
| ОДЕК-Україна (Оржів) | 1:4 | «Гарай» (Жовква)          | 0:1 та 1:3 |
| «Дельта» (Гвіздець)  | 2:1 | ФК «Мукачеве» (Мукачеве)  | +:- та 2:1 |
| «Рудь» (Житомир)     | 3:1 | «ЗемляК» (Миргород)       | 1:0 та 2:1 |
| «Альянс» (Київ)      | 3:3 | «Південьсталь» (Єнакієве) | 2:0 та 1:3 |

### Півфінали (1/2)
| «Гарай» (Жовква) | 4:2 | «Дельта» (Гвіздець) | 4:1 та 0:1 |
| «Рудь» (Житомир) | 3:2 | «Альянс» (Київ)     | 1:0 та 2:2 |

### Фінал
| «Гарай» (Жовква) | 5:2 | «Рудь» (Житомир) | 4:2 та 1:0 |